# Hyporhamphus brederi
Hyporhamphus brederi är en fiskart som först beskrevs av Fernández-yépez, 1948.  Hyporhamphus brederi ingår i släktet Hyporhamphus och familjen Hemiramphidae. Inga underarter finns listade i Catalogue of Life.